# Xenopeltis unicolor
Espèce
Synonymes
- Xenopeltis leucocephala Reinwardt, 1827
- Xenopeltis concolor Reinwardt, 1827
- Tortrix xenopeltis Schlegel, 1837
- Cryptophidion annamense Wallach & Jones, 1992

Statut de conservation UICN

 LC  : Préoccupation mineure
Xenopeltis unicolor ou serpent arc-en-ciel est une espèce de serpents de la famille des Xenopeltidae.
C'est un serpent non venimeux qui tue ses proies par constriction, comme les pythons.

## Répartition
Cette espèce se rencontre :
- en Chine dans les provinces du Guangdong et du Yunnan ;
- au Viêt Nam ;
- au Laos ;
- au Cambodge ;
- en Thaïlande ;
- en Birmanie ;
- en Inde sur les îles Andaman-et-Nicobar ;
- en Malaisie ;
- à Singapour ;
- dans l'ouest de l'Indonésie ;
- aux Philippines.

## Description

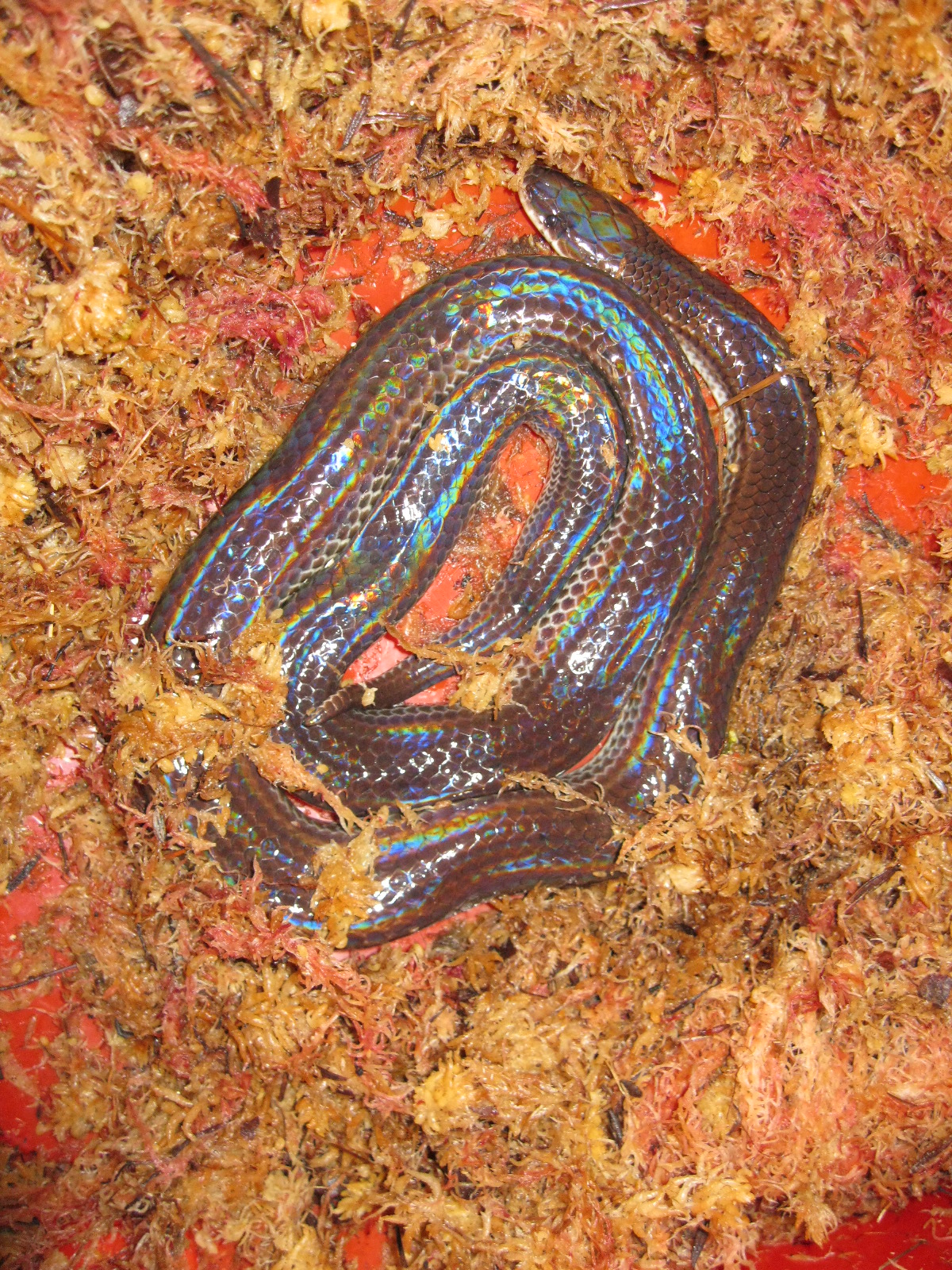
Xenopeltis unicolor

Le serpent arc-en-ciel a une taille allant de 1 à 1,3 m. Cette espèce a les écailles dorsales brunes et les écailles ventrales blanches. Exposées à la lumière, elles brillent aux couleurs de l'arc-en-ciel. La tête est aplatie. C'est une espèce fouisseuse des forêts tropicales, parcs et jardins, qui loge généralement sous des arbustes, buissons ou végétaux semblables, et restera longtemps dans le même nid. Les jeunes ressemblent en tout point à l'adulte, hormis le fait qu'ils possèdent des rayures blanches horizontales sur le cou. Ce serpent est facile à voir après une pluie importante. Le serpent arc-en-ciel vit généralement sous terre le jour et Il sort à la surface la nuit pour aller chasser. Quelquefois xenopeltis unicolor capture des espèces de serpents plus petites qu'elle, bien que ses proies favorites restent les petits rongeurs et les lézards. Cette espèce est par ailleurs proche de Xenopeltis hainanensis.

## Reproduction
La femelle pond de 6 à 9 œufs dans une cavité recouverte de végétaux en décomposition. Les petits serpenteaux ont à la naissance un petit collier blanc qui disparaît au bout de deux ou trois mues quand ils grandissent.

## Taxinomie

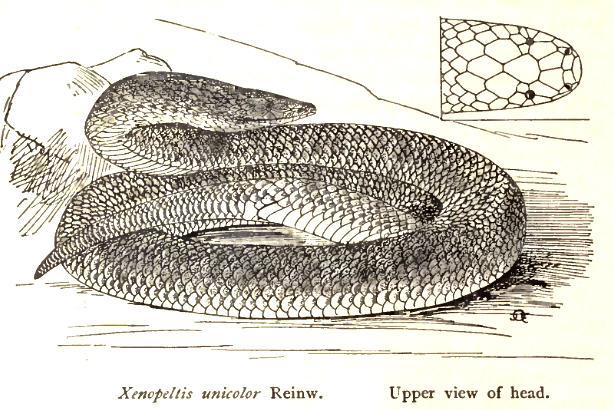
Xenopeltis unicolor

Cette espèce ainsi que le genre Xenopeltis étaient généralement attribués à Reinwardt, 1827, Pauwels, David, Chimsunchart et Thirakhupt en 2003 ont indiqué que Reinwardt n'a jamais publié sur cette espèce et que les règles de l'ICZN imposent de considérer Boie comme seul auteur valide mais comme dans son texte Boie l'attribue à Reinwardt, elle peut être indiquée comme Reinwardt in Boie, 1827.

Serpent arc-en-ciel, parc national de Khao Yai, Thaïlande
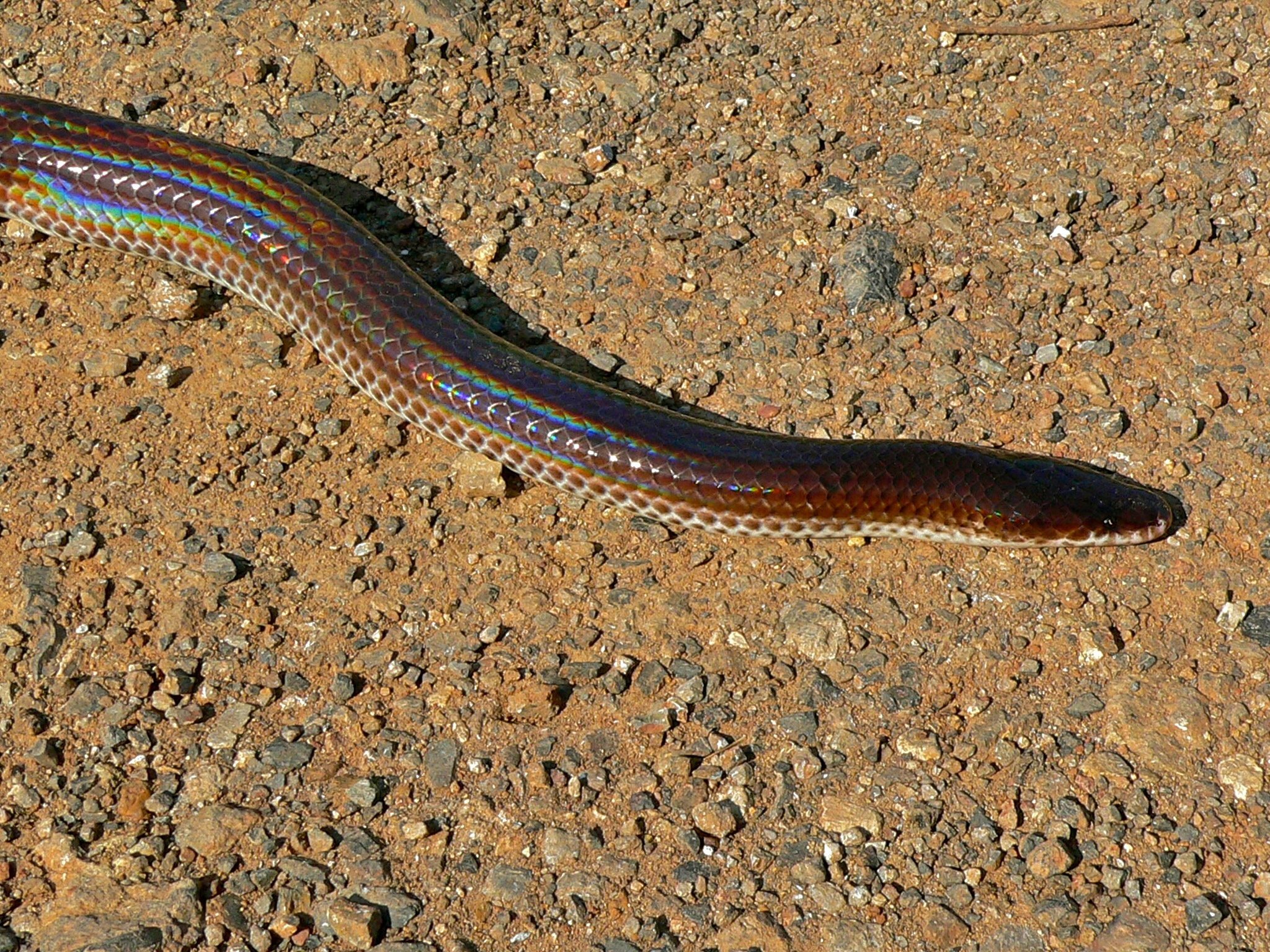
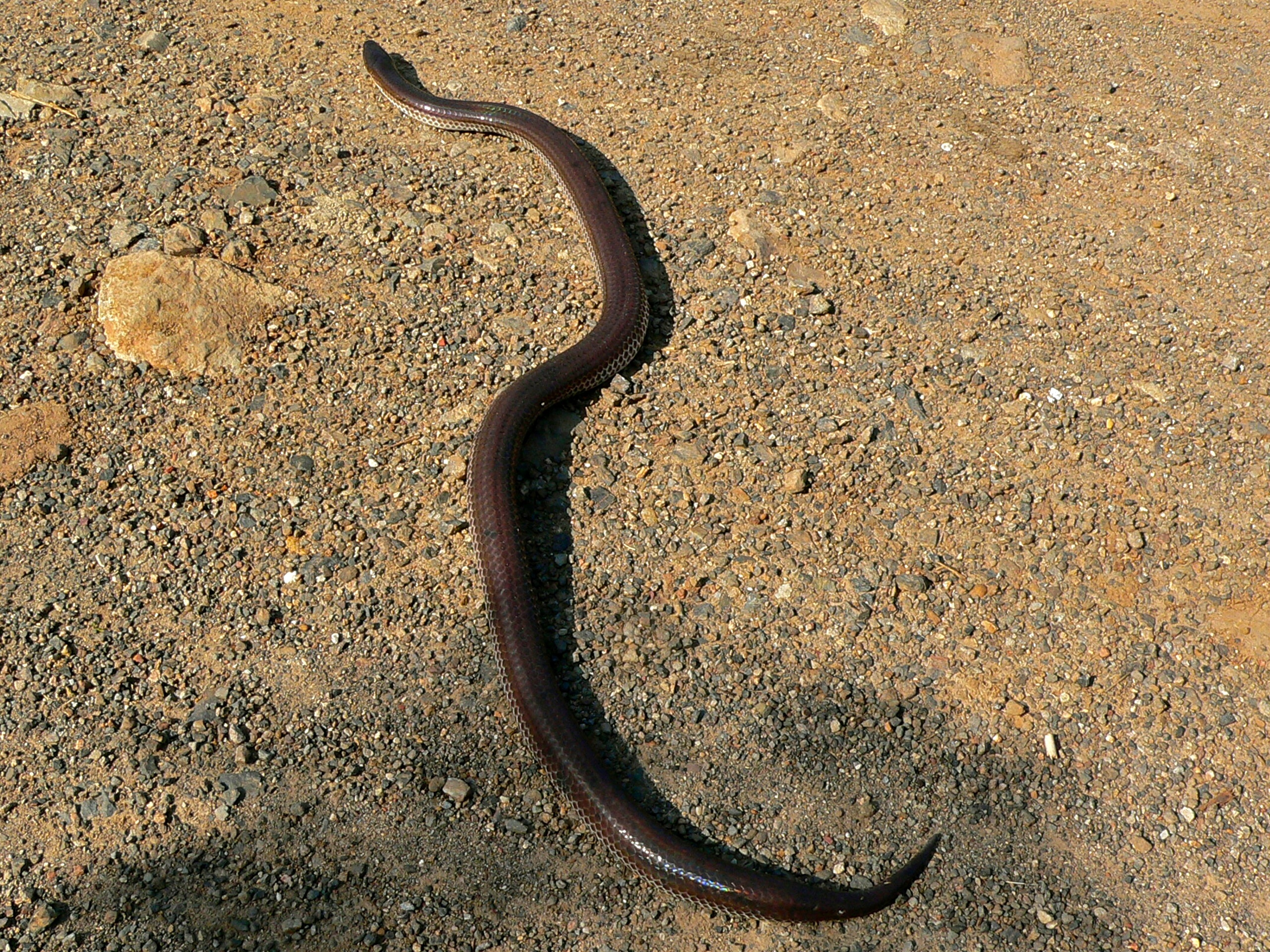
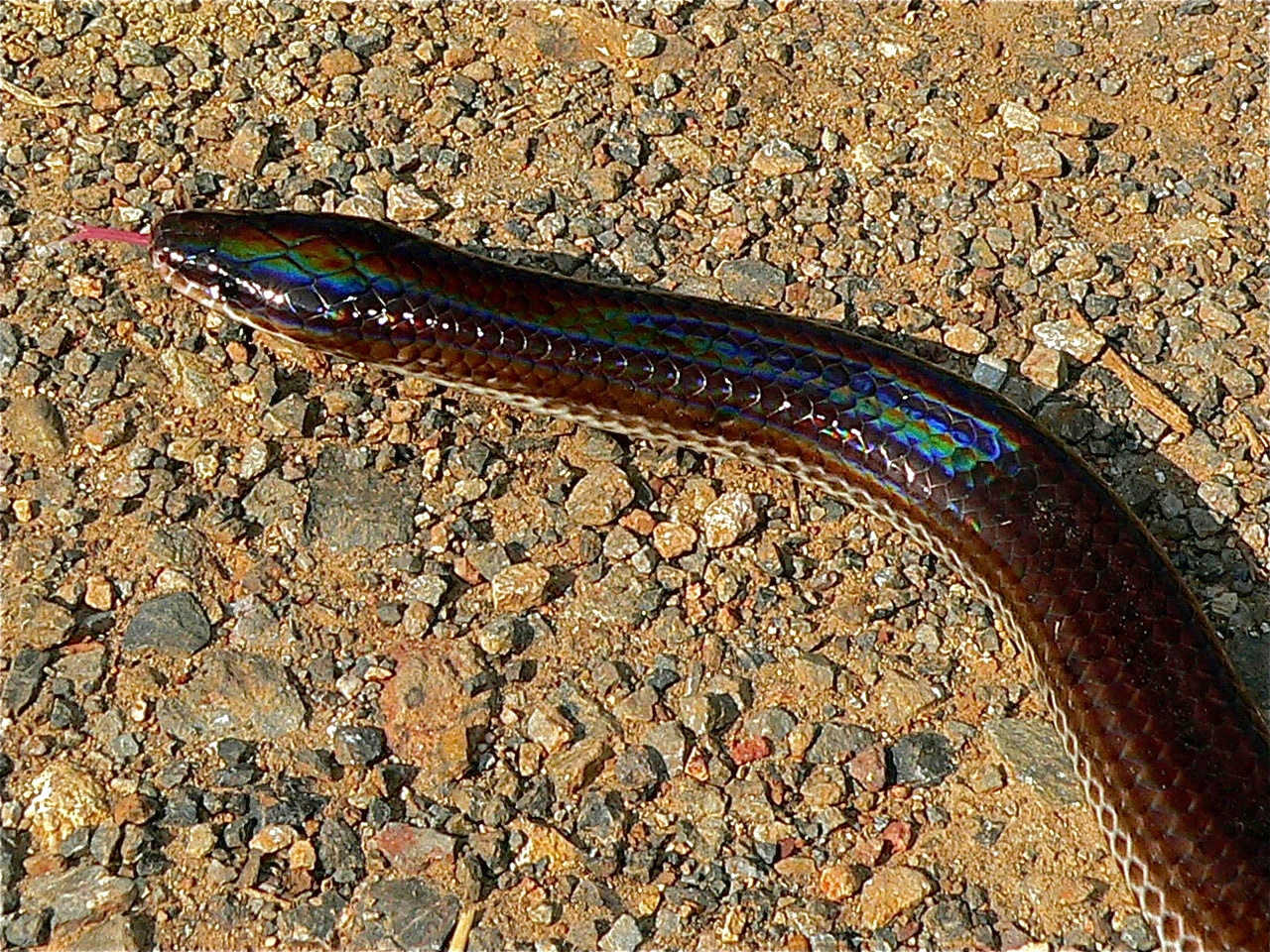

## Publication originale
- Boie, 1827 : Bemerkungen über Merrem's Versuch eines Systems der Amphibien, 1. Lieferung: Ophidier. Isis von Oken, Jena, vol. 20, p. 508-566 (texte intégral)